# 北村小松
北村 小松（きたむら こまつ、1901年（明治34年）1月4日 - 1964年（昭和39年）4月27日）は、日本の劇作家、小説家、脚本家。

## 略歴
青森県三戸郡八戸町（現・八戸市）生まれ。八戸中学校を経て慶應義塾大学英文科卒。在学中から小山内薫に師事して劇作を学び、卒業後に松竹キネマ蒲田研究所に入社。松竹の『マダムと女房』（1931年）など多くの映画シナリオを書く。戦後はユーモア小説作家に転じた。『人物のゐる街の風景』（1926年）が初期代表作で、初期は左翼文学にも手を染めたが、戦時下は戦争協力小説を多く書き、スパイものを編纂した。ほか翻訳がある。終戦後の1948年（昭和23年）に公職追放を受けて活動停止追放処分となる（1950年（昭和25年）に解除）。1964年（昭和39年）、心臓病のため死去。墓所は小平霊園。

## 人物
日本空飛ぶ円盤研究会などで北村と親交があった三島由紀夫は、
「氏の内の決して朽（）ちない少年のこころ、あらゆる新奇なもの神秘なもの宇宙的なものへの関心は、そのナイーブな、けがれのない熱情は、世俗にまみれた私の心を洗つた。氏は謙虚なやさしい人柄で、トゲトゲした一般小説家の生活感情なんぞ超越してゐた」
と述べている。また、北村が妻について書いた文章「わが契約結婚の妻」に触れ、
「私はこれこそ真の人間通の文章だと感嘆し、早速その旨を氏へ書き送つたが、今にしてみると、それは氏の心やさしい遺書のやうな一文であつた。それは逆説的な表現で、奥さんへの愛情と奥さんの温かい人柄を語つた文章であるが、人間が自分で自分をかうだと規定したり、世間のレッテルで人を判断したり、自意識に苦しめられたり、……さういふ愚かな営みを全部見透かして、直（）に人間の純粋な心情をつかみとるまれな能力を、氏が持つてゐることを物語つてゐた」
と追悼している。
また北村は、小松左京がSF作家を志すきっかけになった小説家でもある。1941年（昭和16年）1月から12月まで『少国民新聞』に北村が連載した科学小説「火」を読んで原子爆弾を知り、北村がこの連載で解説していた原子爆弾が連載から僅か4年後に広島と長崎に実際に使用された事に衝撃を受け、「SFとは遠い未来の出来事ではなく、人類の近未来を著わす重要な役割を果たしている」と認識しSF作家を目指したとNHKのインタビューに答えている。

## 著作

### 著書
- 猿から貰つた柿の種 戯曲集 原始社 1927
- 北村小松シナリオ集 映画知識社 1930
- 小市民街 天人社 1930
- 限りなき鋪道 中央公論社 1932
- 肥料と花 先進社 1932
- 陰知己漫語 時潮社 1933
- 情炎の都市 中央公論社 1934
- 虹晴 岡倉書房 1935
- 望空夜話 岡倉書房 1935
- 街頭連絡 現代ユーモア小説全集 第4巻 アトリヱ社 1935
- 初化粧・港街 新鋭大衆小説全集 第2巻 アトリエ社 1936
- 髯と口紅 新作ユーモア全集 第12巻 春陽堂 1937
- 呼声 岡倉書房 1937
- 国際間諜暗躍秘録（編）東海出版社 1938
- 航空記、翼 岡倉書房 1939
- 防諜とスパイ實話（編）大日本雄辯會講談社 1939.12
- 燃ゆる大空 大日本雄弁会講談社 1940
- 燃ゆる大陸 博文館 1940
- 海軍爆撃隊 興亞日本社 1940.3
- 南海少年船 稲津廷一共著 鶴書房 1941
- 船底の秘密 偕成社 1941
- 竜巻 誠文堂新光社 1941
- 南極海の秘密 海洋冒険 同盟出版社 1941
- 爆音 岡倉書房 1941
- 世紀の除夜 蒼生社 1941
- 見えぬ閃光 鶴書房 1942
- 湖ホテル 国際スパイ小説 同盟出版社 1942
- 熱帯の風 淡海堂出版部 1942
- 祖国 新正堂 1942
- 仏印探険隊 科学探険小説 東港書店 1943
- 基地 晴南社 1943
- 太陽の丘 感激小説 梧桐書院 1948
- 失われた地図 生活文化社 1948
- 白猫別荘 新太陽社九州支社 1948
- 東京のお嬢さん 東成社 1952（ユーモア小説全集）
- 糞坊主 小説朝日社 1952
- けれども私は 東方社 1954
- 風雪の歌 東方社 1954
- 幸福は虹の色 東方社 1954
- 結婚期 東方社 1954
- 銀幕 東方社 1955
- 男は沢山いるけれど 東方社 1955
- 哀愁の書 東方社 1956（東方新書）
- 青空夫人 東方社 1957
- 現代の怪奇 科学で解けぬ謎の物語 出版協同社 1960
- オーナードライバー 文藝春秋新社 1961
- 大衆文学大系 23 講談社 1973

### 翻訳
- タバコ・ロード アースキン・コールドウエル 第一書房 1937 のち角川文庫
- 最後の飛行 アメリア・イヤハート 三笠書房 1938
- サム・アメリカンピープル アメリカ庶民物語 コールドウェル 白灯社 1953
- 八十日間世界一周 ジュール・ヴェルヌ 荒地出版社 1957

### 映画シナリオ
- 1921年 山暮るゝ 松竹キネマ研究所
- 1922年 若き人々 松竹蒲田
- 1924年 少女の悩み 松竹蒲田
- 1925年
  - 当世玉手箱 松竹蒲田
  - 正ちゃんの蒲田訪問 松竹蒲田
- 1926年 街の人々 松竹蒲田
- 1927年
  - 久造老人 松竹蒲田
  - 炎の空 松竹蒲田
  - 村の医者とモダンガール 松竹蒲田
- 1928年
  - 岡惚れ御無用 松竹蒲田
  - 彼と東京 松竹蒲田
  - 彼と田園 松竹蒲田
  - カボチャ 松竹蒲田
  - 飛行機花婿 松竹蒲田
- 1929年
  - 珍客往来 松竹蒲田
  - 彼と人生 松竹蒲田
  - 現代婿選び 松竹蒲田
  - 恋愛第一課 松竹蒲田
- 1930年
  - 黒百合の花 松竹蒲田
  - 抱擁 松竹蒲田
  - 女よ!君の名を汚す勿れ 松竹蒲田
  - 処女入用 松竹蒲田
  - お嬢さん 松竹蒲田
- 1931年
  - 淑女と髯 松竹蒲田
  - マダムと女房 松竹蒲田
  - 麗人の微笑 松竹蒲田
  - 淑女倶楽部 松竹蒲田
  - 若き日の感激 松竹蒲田
- 1932年
  - 勝敗 松竹蒲田
  - 兄さんの馬鹿 松竹蒲田
  - 上陸第一歩 松竹蒲田
  - 恋愛御法度会社 松竹蒲田
  - 撮影所ロマンス・恋愛案内 松竹蒲田
  - 不如帰 松竹蒲田
- 1933年
  - 頬を寄すれば 松竹蒲田
  - ラッパと娘 松竹蒲田
- 1934年 玄関番とお嬢さん 松竹蒲田
- 1935年
  - 夢うつゝ 松竹蒲田
  - 果樹園の女 松竹蒲田
  - 吹けよ恋風 松竹蒲田
  - せめて今宵を 松竹蒲田
- 1936年 真夜中の酒場 新興東京
- 1937年 あばれもの 松竹大船
- 1938年 姿なき侵入者 松竹大船
- 1940年 海軍爆撃隊 東宝映画東京